# Toskanischer Krokus
Der Toskanische Krokus (Crocus etruscus) oder Rosen-Krokus ist eine Pflanzenart aus der Gattung der Krokusse (Crocus) in der Familie der Schwertliliengewächse (Iridaceae).

## Merkmale
Der Toskanische Krokus ist ein ausdauernder Knollen-Geophyt, der Wuchshöhen von 8 bis 12 Zentimeter erreicht. Die Knollenhülle ist grob netzfaserig. Zur Blütezeit sind die Blätter 5 bis 6 Millimeter breit und länger als die Blüten. Der Schlund ist behaart. Es ist nur das äußere Hochblatt um die Perigonröhre vorhanden. Die äußeren Perigonzipfel messen 33 bis 37 × 7 bis 9 Millimeter und sind violett und an der Außenseite dunkler gestreift.
Die Blütezeit reicht von Februar bis März.
Die Chromosomenzahl beträgt 2n = 8 oder 16.

## Vorkommen
Der Toskanische Krokus kommt in Italien in der Toskana und auf Elba vor. Die Art wächst in Macchien in Höhenlagen von 100 bis 1000 Meter.

## Nutzung
Der Toskanische Krokus wird selten als Zierpflanze in Rabatten und Steingärten genutzt. Die Art ist seit spätestens 1875 in Kultur.

## Belege
- Eckehart J. Jäger, Friedrich Ebel, Peter Hanelt, Gerd K. Müller (Hrsg.): Rothmaler Exkursionsflora von Deutschland. Band 5: Krautige Zier- und Nutzpflanzen. Spektrum Akademischer Verlag, Berlin Heidelberg 2008, ISBN 978-3-8274-0918-8.